# Tempe Canal
Tempe Canal ist ein Kanal im Maricopa County im US-Bundesstaat Arizona. Er beginnt am Crosscut Canal und mündet heute am Ehrhardt Park in den Teich der Wohn- und Sportanlage Dobson Ranch Park im Vorort Tempe der Großstadt Phoenix (Arizona).
Der ursprüngliche Zweck des Kanals war die Bewässerung landwirtschaftlicher Kulturen, dies ist als Folge der Urbanisierung in seinem Umfeld nicht mehr möglich. Der Kanal dient heute als urbaner Freiraum, als Löschwasserreservoir und zur Luftbefeuchtung. Das Kanalwasser wird an einem Wasserwerk am Erhardt Park mechanisch gereinigt.